# Daniel Braaten
Daniel Omoya Braaten (Oslo, 1982. május 25. –) norvég válogatott labdarúgó. Braaten nigériai származású norvég.  A kétlábas középpályás a Skeid után a norvég bajnokságot legtöbbször elnyerő Rosenborg játékosa lett és a 2007–2008 évadot az angol első osztályú Bolton Wanderers csapatában játszotta.
A Soccerbase közlése szerint a 2009–2010-es évadban nem játszott meccset Braaten.

## Sikerei, díjai
Eddigi legnagyobb sikere a 2004 és a 2006 évi norvég bajnoki cím elérése volt.
A Trondheimmal a Bajnokcsapatok Kupájában is játszhatott és 2005-ben az Olympique Lyonnais elleni meccsen ő lőtte a kiegyenlítő gólt, de 1:1 állás után a norvég csapat mégis elvesztette a mérkőzést 1:2 arányban. Braaten mát több alkalommal játszott a norvég válogatottban és 2007. június 6-án lőtte első válogatottsági gólját az Európa-bajnokság keretében Magyarország ellen. A meccset Norvégia 4:0 arányban megnyerte.

## Fordítás
Ez a szócikk részben vagy egészben  a   Daniel Braaten című német Wikipédia-szócikk fordításán alapul.  Az eredeti cikk szerkesztőit annak laptörténete sorolja fel. Ez a jelzés csupán a megfogalmazás eredetét és a szerzői jogokat jelzi, nem szolgál a cikkben szereplő információk forrásmegjelöléseként.